# Драгослав Јаковљевић Бабеа
Драгослав Јаковљевић Бабеа (Крагујевац, 4. мај 1932 — Чикаго, 6. март 2012) био је српски боксер. Као репрезентатаивац ФНР Југославије освојио је четири медаље на европским првенствима.

## Живот
Боксом је почео да се бави још у раној младости. Као репрезентативац Југославије освојио је и четири медаље на европским првенствима: сребрну 1957. у Прагу, и три бронзане – 1959. у Луцерну, 1961. у Београду и 1963. године у Москви.
Године 1964. је проглашен за Почасног грађанина Крагујевца, у коме је седам пута проглашаван и за најбољег спортисту града. Последње три и по деценије живео је у Сједињеним Амричким Државама. Био је ожењен супругом Вером и имао је кћи Данијелу.